# آفت (خواننده)
ملوک آغوز (۱۳۱۳ – ۲۰ دی ۱۳۸۶) که با نام آفَت شناخته می‌شد، بازیگر و خوانندهٔ ایرانی در سبک موسیقی کوچه‌بازاری بود.
آفت در طول سال‌های دههٔ ۱۳۳۰، همراه با مهوش و شهپر، یکی از سه خوانندهٔ عامه‌پسند و پرطرفدار ایران بود. آفت را رقیب مهوش خوانندهٔ مردمی کافه‌های تهران می‌دانستند، اما لقب بلبل شرق در تئاترها و کافه کاباره‌ها فقط متعلق به آفت بود. کار خوانندگی را در کافه‌های ساز و ضربی لاله‌زار شروع کرد.

## زندگی
آفت در سال ۱۳۱۳ در تهران متولد شد. وی در سال‌های دور به خوانندهٔ لاله‌زاری یا مردمی شهرت داشت. او در کودکی پدرش را از دست داد و زندگی سختی را می‌گذارند و با توجه به سن کمی که داشت، مجبور شد در یک کارخانه کار کند تا بتواند امورات خود و مادرش را بگذراند. آفت از کودکی عاشق بازیگری و خوانندگی بود و همیشه صفحه خوانندگان آن دوران را گوش می‌کرد و برای دوستانش آن‌ها را اجرا می‌کرد. در نوجوانی مادرش را از دست داد و سرپرستی‌اش را دایی‌اش (که بعدها آفت ترانهٔ بابا کرم را برای وی خواند) به عهده گرفت و به آفت کمک کرد تا بتواند به رؤیاهایش جامهٔ واقعیت بپوشاند و ابتدا آفت در تئاتر پارس به همراه ستاره‌های تئاتر آن زمان لرتا، شهلا و… نمایش‌هایی اجرا کرد که در آن ترانه‌های «میان پرده» می‌خواند، صدایش بسیار مورد توجه عموم قرار گرفت و اسمش بر سر زبان‌ها افتاد و به کابارهٔ «شبهای تهران» دعوت شد که در آن زمان مهوش ستارهٔ نو پا در آنجا می‌خواند. آفت در بسیاری از فیلم‌ها بازی داشته یا آواز خوانده که می‌توان از آن‌جمله از آتشپاره‌ی تهران، آقای هفت‌رنگ و… نام برد. آفت همچنین در تبلیغ‌های تلویزیونی هم به‌عنوان یک چهرهٔ معروف حضوری فعال داشت که از آن‌جمله می‌توان به تبلیغ آدامس خروس نشان اشاره کرد.
آفت در اواخر دههٔ ۱۳۴۰ که سفری به آلمان داشت و برای دیدار پسرش به سوریه رفته بود در آنجا وقتی به اصرار دوستان به زیارت رفته بودند توبه کرد و دیگر هیچ وقت نخواند و از عالم هنر کناره گرفت و به جمع درویشان پیوست و تا هنگام مرگ، یکی از درویشان بلندپایه بوده و کتابی در دست چاپ داشت به نام «از فقر تا فقر» که هنوز مجوز انتشار نگرفته‌است. آفت بعد از انقلاب نیز درویش ماند و در امور خیریه و کمک به مستمندان فعالیت داشت. قاسم جبلی یکی از نزدیک‌ترین دوست‌های آفت می‌باشد که این دوستی تا هنگام مرگ آفت هم دوام داشته و ترانه‌های دو صدایی زیادی در گذشته با هم خوانده‌اند که اکنون در دسترس نیستند. در روزهای آخر عمر مهوش در کنار وی بوده و مهوش وصیتش را به وی کرده (که گویا در مورد تقسیم اموالش بین فقرا و یتیمان بوده‌است).
از آفت دو پسر به نام‌های حسین و حسن و ۷ نوه و یک نتیجه به‌جا مانده که در آلمان زندگی می‌کنند. آفت در ۷۳ سالگی در هنگام خواب در تهران درگذشت.

## آهنگ‌ها
از آهنگ‌های معروف آفت که قدیمی‌ها هنوز آن‌ها را زمزمه می‌کنند «دم گاراژ بودم»، «مامان»، «کوه نور»، «عشق پوشالی»، «دل منو شکستی» و «غریبه» را باید نام برد.
آی تاکسی، بگیر منو، کله پاچه، بلالی، شیرفروش، من خودم میدونم که زشتم، آفت جونم، یه بوس بده، گل بانو، و قناری از دیگر آهنگ‌های او هستند.

## آلبوم‌ها

### مبارک باد
| نام ترانه      | ترانه‌سرا         | آهنگساز     | تنظیم         |
| -------------- | ---------------- | ----------- | ------------- |
| دم گاراژ بودم  | اسماعیل نواب صفا | عباس شاپوری |               |
| فراموش کن      | محسن فرید        | عباس خوشدل  |               |
| دنیا دنیا      |                  |             |               |
| لالایی         |                  |             |               |
| تورو میخوام    |                  |             |               |
| مبارک باد      | محلی             | محلی        | فتح‌الله ریاحی |
| باباکرم        |                  |             |               |
| خدا خودش کریمه | صمد نوریان       | صمد نوریان  |               |
| دل منو شکسته   |                  |             |               |

### کاست ۵
| نام ترانه            | ترانه‌سرا         | آهنگساز       | تنظیم         |
| -------------------- | ---------------- | ------------- | ------------- |
| بابا کرم             |                  |               | فتح‌الله ریاحی |
| چهل ستون             | خسرو لنگرودی     | فتح‌الله ریاحی |               |
| دست به دلم نذار      | ابوالفضل عربی    | علی نوعدوست   |               |
| دم گاراژ بودم        | اسماعیل نواب صفا | عباس شاپوری   |               |
| باید برم             |                  |               |               |
| دل                   |                  |               |               |
| دنیا وفا نداره       | صمد نوریان       | صمد نوریان    |               |
| فراموش کن گذشته‌ها رو |                  |               |               |
| دل منو شکستی         |                  |               |               |
| تو رو میخوام         |                  |               |               |

### آفت ۹
| نام ترانه   | ترانه‌سرا | آهنگساز | تنظیم         |
| ----------- | -------- | ------- | ------------- |
| می‌روم       |          |         |               |
| عروسی       |          |         |               |
| بگیر منو    |          |         | فتح‌الله ریاحی |
| سلامو علیکم |          |         | فتح‌الله ریاحی |
| مرحبا       |          |         |               |
| مستم        |          |         |               |
| برو         | گودرزی   | گودرزی  |               |

### ترانه‌های منتشر شده بر روی صفحه گرامافون
| نام ترانه           | ترانه‌سرا      | آهنگساز                    |
| ------------------- | ------------- | -------------------------- |
| از اینور از اونور   | امیر عظیمی    | منوچهر گودرزی              |
| تاکسی               | امیر عظیمی    | منوچهر گودرزی              |
| کفتر بوم            | امیر عظیمی    | منوچهر گودرزی              |
| چیک چیک بارون       | امیر عظیمی    | منوچهر گودرزی              |
| تاکسی               | امیر عظیمی    | امیر عظیمی / منوچهر گودرزی |
| ماچ مالی            | جعفر پورهاشمی | منوچهر گودرزی              |
| ننه پیر شی          | امیر عظیمی    | منوچهر گودرزی              |
| شد شد نشد نشد       | امیر عظیمی    | منوچهر گودرزی              |
| مرد میخوام مرد باشه | افشین         | افشین                      |
| آخه چرا             | مصطفی جاویدان | مصطفی جاویدان              |
| بادمجون             | همایون        | منوچهر گودرزی              |
| بهار عشق            | منوچهر گودرزی | منوچهر گودرزی              |
| بده من دلبو         | آفت           | آفت - فتح‌الله ریاحی        |
| یواش یواش           | امیر عظیمی    | فتح‌الله ریاحی              |
| شب اول ماه          | نسیم          | منوچهر گودرزی              |
| کولی (کولی فالگیر)  | هاشم محجوب    | رشید مرادی                 |
| ایوالله             | منوچهر گودرزی | منوچهر گودرزی              |
| گدای دوره‌گرد        | اعلامی        | منوچهر گودرزی              |
| چشمات سگ داره       | امیر عظیمی    | منوچهر گودرزی              |
| خوبین خوشین         | امیر عظیمی    | منوچهر گودرزی              |
| چشمک زد             | جعفر پورهاشمی | فتح‌الله ریاحی              |
| کله‌پاچه‌ای           | همایون        | منوچهر گودرزی              |
| بلالی               | همایون        | منوچهر گودرزی              |
| سروناز              | کمال اجتماعی  | منوچهر گودرزی              |
| پریشان              | امیر عظیمی    | منوچهر گودرزی              |
| لب و دهن            | جعفر پورهاشمی | منوچهر گودرزی              |
| کاروان              | آفت           | منوچهر گودرزی              |
| هوو                 | منوچهر گودرزی | منوچهر گودرزی              |
| امشب امشب           | جعفر پورهاشمی | منوچهر گودرزی              |
| آفت زده             | اعلامی        | منوچهر گودرزی              |
| شب جمعه             | امیر عظیمی    |                            |
| تو بیوفایی          | جعفر پورهاشمی | فتح‌الله ریاحی              |
| گوشواره طلایی       |               | فتح‌الله ریاحی              |
| هرچی دیدی هیچی نگو  |               | منوچهر گودرزی              |

## فیلم‌شناسی

### بازیگری
1. فرشته وحشی (۱۳۳۸)
2. دو عروس برای سه برادر (۱۳۳۸)
3. ماجرای پروین (۱۳۳۹)
4. حادثه جزیره (۱۳۴۰)
5. آتشپاره تهران (۱۳۴۰)
6. گربه وحشی (۱۳۴۱)
7. زیبای خطرناک (۱۳۴۶)

### خوانندگی
1. چهره آشنا (۱۳۳۲)
2. فرشته وحشی (۱۳۳۸)
3. گربه وحشی (۱۳۴۱)
4. قربانی هوس (۱۳۴۲)

### رقص
1. گربه وحشی (۱۳۴۱)